# Finowfurt
Finowfurt è una frazione del comune tedesco di Schorfheide, nel Brandeburgo.

## Storia
Finowfurt fu fondata nel 1929 con l'unione dei centri abitati di Schöpfurth e Steinfurth.
Fino al 26 ottobre 2003 ha costituito un comune autonomo.